# Annie Horniman

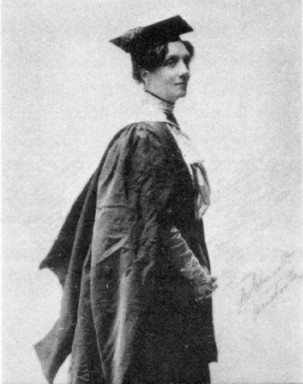
Annie Horniman

Annie Elizabeth Fredericka Horniman CH (* 3. Oktober 1860 in Forest Hill, London Borough of Lewisham, England; † 6. August 1937 in Shere, Surrey) war eine britische Theaterleiterin und Okkultistin. Sie war eine Erbin der Horniman Tea Company und Mitbegründerin und Mäzenin des Abbey Theatre in Dublin und des Gaiety Theatre in Manchester. Hornimans Inszenierungen markierten den Anfang des modernen englischsprachigen Theaters.

## Leben und Wirken

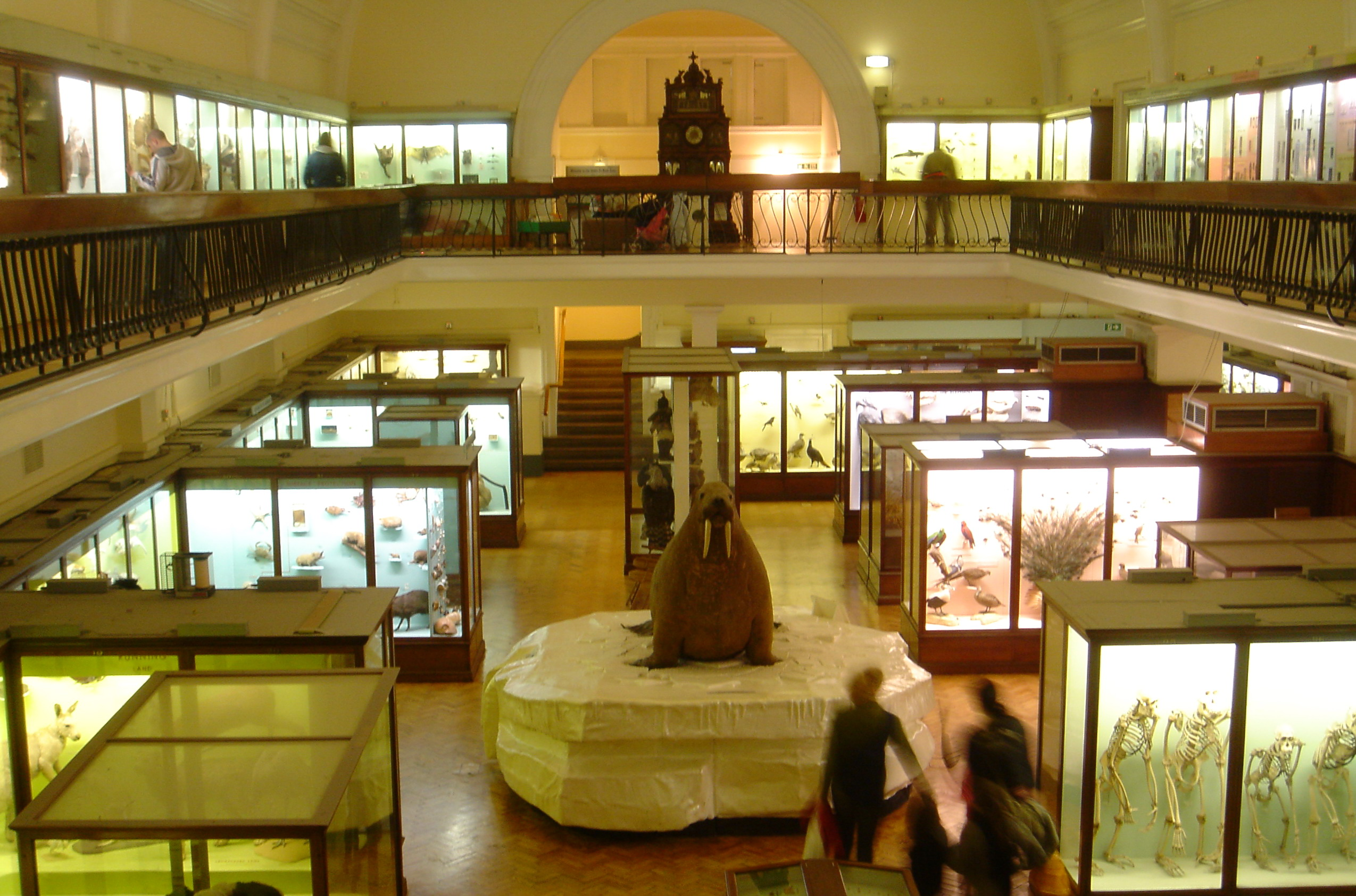
Innenansicht des Horniman Museums in London

Annie Horniman entstammte einer Familie von Teehändlern. Sie war die älteste Tochter von Frederick John Horniman und Rebekah Horniman und eine Schwester des liberalen Parlamentspolitikers Emslie Horniman. Annies Großvater väterlicherseits, ein Quäker, war ein wohlhabender Teeimporteur, der einen Vorläufer des modernen Teebeutels erfunden hatte, was der Familie den Spitznamen „The Hornibags“ einbrachte. Annies Vater konvertierte vom Quäkertum zur Church of England und war jahrelanges Parlamentsmitglied. Das Familienvermögen erlaubte es ihm, weite Reisen zu unternehmen, von denen er zahlreiche kunsthistorisch wertvolle Exponate für seine Privatsammlung mitbrachte, auf der er das spätere Horniman Museum in London begründete.

### Kindheit und Jugend
Annie und ihr Bruder wurden ausschließlich von Gouvernanten oder Privatlehrern unterrichtet. Beide entwickelten ein großes Interesse für die schönen Künste. Eine Aufführung des Kaufmanns von Venedig im Crystal Palace, die sie als 13-Jährige gesehen hatte, nannte Annie einen Auslöser für ihre spätere Theaterleidenschaft. Das Theater wurde eine Passion für die Horniman-Geschwister, und so verbrachten sie viel Zeit mit eigenen kleinen Inszenierungen im Kinderzimmer. Als Heranwachsende begann Annie gegen ihre Eltern zu rebellieren. Sie versuchte bald, sich über die strengen gesellschaftliche Konventionen ihrer Zeit hinwegzusetzen, schloss sich der aufkommenden Suffragettenbewegung an und forderte die Gleichberechtigung. Sie zeigte sich in allem was sie tat, nonkonformistisch: Sie kleidete sich exzentrisch, rauchte in der Öffentlichkeit und begann sich für Grenzwissenschaften zu interessieren. Sie glaubte an Astrologie, Okkultismus und Theosophie und befasste sich mit alternativen Kulten.

### Studienzeit, Golden Dawn

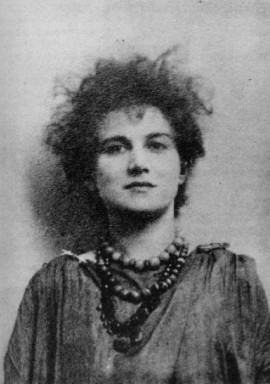
Moina Mathers um 1887

Ab 1882 besuchte sie die Slade School of Fine Art, eine Kunstschule der University of London. Dort zeigte sie zwar wenig künstlerisches Talent, konnte jedoch zahlreiche wichtige Freundschaften schließen. Besonders freundete sie sich mit Mina Bergson an, die eine ähnliche Vorliebe für mystische Themen hatte wie Annie. Mina, später besser bekannt als Moina Mathers, war die Ehefrau des Okkultisten Samuel L. MacGregor Mathers und Begründers des Hermetic Order of the Golden Dawn (HOGD). Moina führte Annie in den magischen Geheimbund ein. Dort begegnete sie erstmals dem irischen Dichter William Butler Yeats.

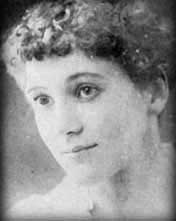
Florence Farr

1890 wurde Annie Horniman im „Isis-Urania Temple of the Hermetic Order of the Golden Dawn“ initiiert. Ihr magischer Wahlspruch lautete „Fortiter et Recte“ („tapfer und aufrecht“). Sie stieg rasch in der Hierarchie des Ordens auf und wurde bereits 1893 „Sub-Praemonstratrix“ des Tempels. Im selben Jahr erhielt sie ein beträchtliches Erbe ihres Großvaters, das es ihr ermöglichte, ihre Leidenschaft für das Theater auszuleben und einige Bühnenstücke ihrer Studienkollegin Florence Farr, die ebenfalls Mitglied des Golden Dawn war, zu produzieren. Zusätzlich begann sie die Mathers und den Golden Dawn finanziell zu unterstützen. Bereits zuvor hatte sie MacGregor Mathers eine kurzfristige Anstellung als Kurator im Horniman Museums verschafft.
Um 1896 kam es zum endgültigen Streit mit Mathers, da Horniman seine Duldung gegenüber den okkult-sexuellen Theorien von Thomas Lake Harris, die von einem Mitglied des Ordens praktiziert wurden, als unmoralisch empfand. Sie trat von ihrem Amt als Sub-Praemonstratrix zurück und wurde schließlich von Mathers im Dezember 1896 wegen Insubordination aus dem Orden ausgeschlossen. Allerdings wurde sie nach dem Ausschluss von Mathers durch das Committee des zweiten Ordens rehabilitiert und war bis zur endgültigen Auflösung des Golden Dawn in 1903 als Sekretärin der Ordensgemeinschaft tätig.

### Erfolge als Dramaturgin, Freundschaft mit Yeats

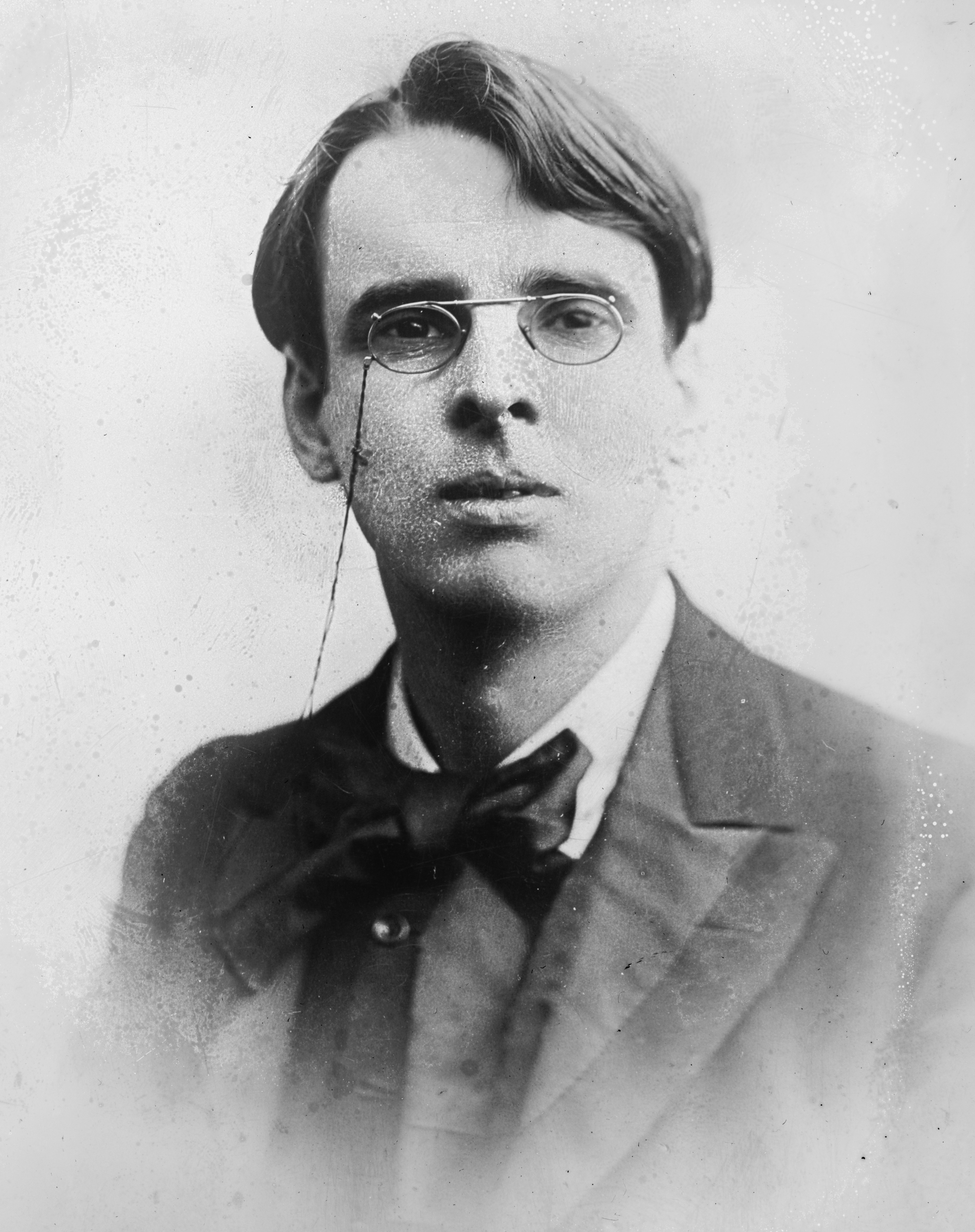
W. B. Yeats, 1920

In den folgenden Jahren widmete sich Horniman hauptsächlich dem Theater. Bereits 1894 hatte sie mit Unterstützung ihrer Freundin Florence Farr eine Spielsaison mit experimentellen Stücken von W. B. Yeats und George Bernard Shaw am Avenue Theatre in London produziert. Um nicht das Missfallen ihrer Familie zu provozieren, zog sie es anfangs vor, anonym zu arbeiten. Die Spielzeit, die Horniman als „fruchtbares Scheitern“ (englisch fruitful failure) bezeichnete, wurde zwar ein finanzielles Desaster, aber von Kritikern hoch gelobt. Die Stücke markierten den Beginn des modernen britischen Theaters, so wurden unter anderem Shaws erste Bühnenadaption Arms and the Man (Helden) und Yeats’ erstes in London inszeniertes Theaterstück The Land of Heart’s Desire gezeigt. Annie Horniman wurde eine große Bewunderin von W. B. Yeats. In den kommenden Jahren fungierte sie als dessen „rechte Hand“ in London.
1895 starb Annies Mutter, woraufhin sich ihr 61-jähriger Vater mit einer 21-Jährigen vermählte. Annie missbilligte diese Ehe und brach den Kontakt zu ihrer Familie, einschließlich des Bruders, ab. Später behauptete Annie, ihr Vater habe sie daraufhin enterbt. Tatsächlich soll sie, gemessen am immensen Vermögen des Vaters, nur ein geringfügiges Erbe erhalten haben.

### The Abbey Theatre

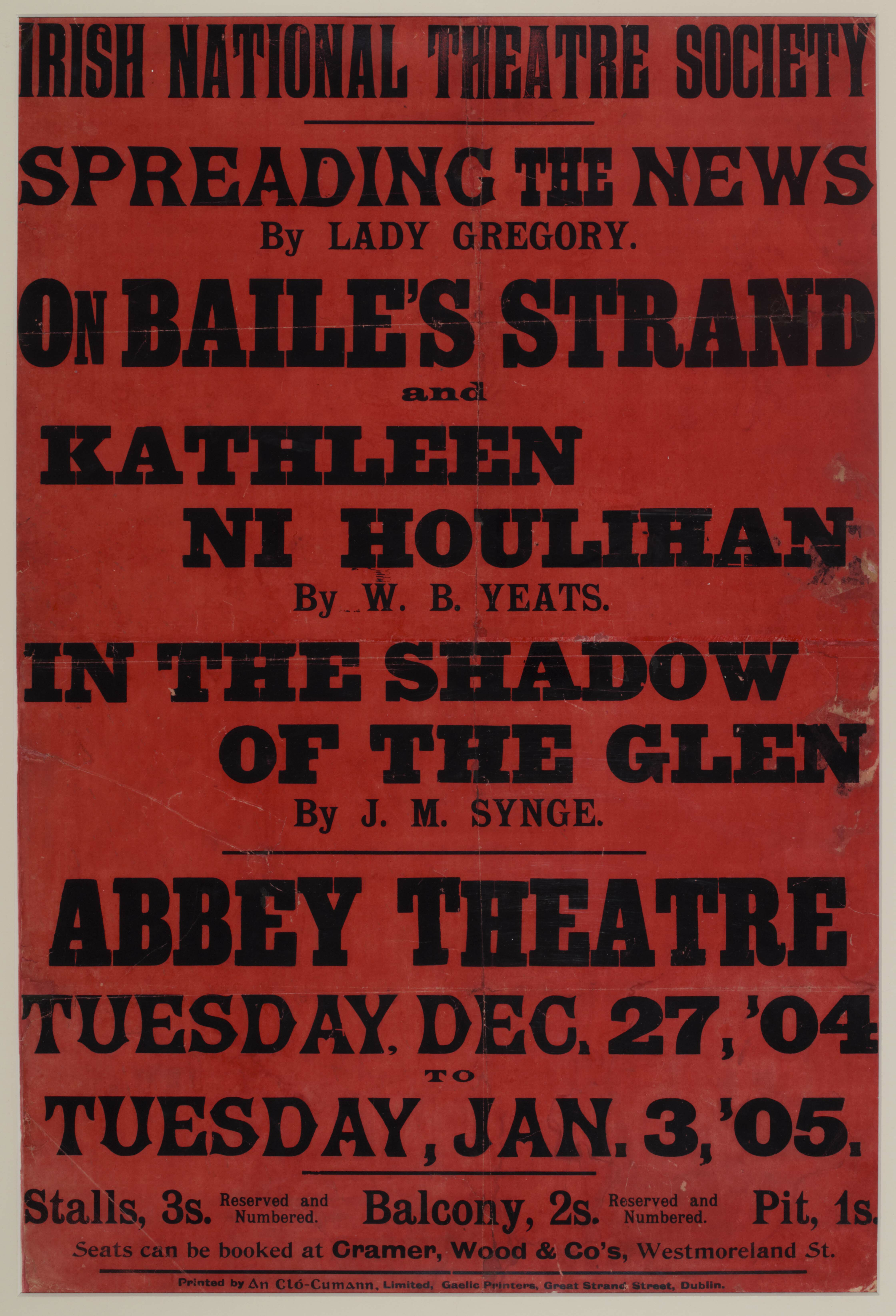
Das Plakat zur Eröffnung 1904/05

Durch ihre Freundschaft mit W. B. Yeats engagierte sich Horniman zunehmend für das Theater. 1903 entwarf sie für Yeats’ Stück The King’s Threshold die Kostüme. Yeats war eine der führenden Personen des Irish National Theatre, das zu dieser Zeit keinen festen Spielort besaß. Horniman finanzierte das Ensemble und mietete eine stillgelegte Fabrikhalle an, die sie umbauen ließ. Das Abbey Theatre eröffnete im Dezember 1904 mit Stücken von Yeats und Isabella Augusta Gregory, den Begründern des Theaters. Auch in den Folgejahren subventionierte Horniman das Ensemble und ermöglichte damit unter anderem die Anschaffung modernster Requisiten. Mit zunehmender überregionaler Beachtung geriet das Abbey Theatre jedoch auch zum Politikum, und so es kam zu Disputen mit irischen Nationalisten, die die „Patronage“ durch eine Engländerin missbilligten. Schließlich kam es zu einem Affront, als das Theater am 7. Mai 1910, nur einen Tag nach dem Tod von König Eduard VII. spielte, was als Respektlosigkeit gegenüber der britischen Krone angesehen wurde. Annie Horniman stellte ihre Zuwendungen an das Theater deswegen ein, worüber es zum Bruch mit Yeats kam.

### Gaiety Theatre und die „Manchester School“
Nach der Enttäuschung in Dublin konzentrierte sich Horniman in den Folgejahren ganz auf das Gaiety Theatre in Manchester. Mit dem Erbe ihres Vaters im Hintergrund hatte sie bereits 1906 ihr eigenes Ensemble, das „Manchester Playgoers’ Theatre“ rekrutiert, das abseits der kommerziellen Bühnen mit neuen Stücken experimentierte. In dem Dramaturgen und Schauspieler Ben Iden Payne fand sie einen talentierten Produzenten. Bereits im September 1907 hatte die Theatergruppe mit Stücken von Shaw, Edmond Rostand und Charles McEvoy eine erfolgreiche erste Saison bestritten. 1908 erwarb Horniman das Gaiety Theatre, renovierte es und ließ es mit modernster Bühnentechnik ausstatten, um ihrem Ensemble einen adäquaten Spielort zu bieten. In den folgenden Jahren überraschte Annie Hornimans Theaterkompanie mit einem großen Repertoire, das neben griechischen Tragödien und britischen Klassikern auch aus zeitgenössischen Stücken neuer Dramatiker bestand.
Aus der modernen Theaterarbeit entstand die „Manchester School“, die einige bekannte Bühnenautoren wie Harold Brighouse, Stanley Houghton und Allan Monkhouse hervorbrachte. Annie Horniman selbst wurde bald zu einer kulturellen Größe in Manchester; 1910 verlieh ihr die University of Manchester den Master of Arts ehrenhalber. Das Renommee des Gaiety Theatres erreichte bald die Vereinigten Staaten und Kanada, wo das Ensemble 1912–1913 auf Tournee ging. Mit dem Ausbruch des Ersten Weltkriegs geriet das Theater in finanzielle Schwierigkeiten und konnte auch nach Kriegsende nicht an die früheren Erfolge anknüpfen. Eine Inszenierung des Julius Cäsar geriet 1917 zum finanziellen Desaster, woraufhin sich Annie Horniman vom Theater zurückzog. 1921 wurde das mittlerweile unrentable Theater an eine Kinogesellschaft verkauft. Kritiker warfen Horniman später vor, „sie sei einfach von dem Projekt gelangweilt gewesen.“

### Spätere Jahre
Nach dem Ende des Gaiety Theatre trug sich Annie Horniman eine Zeitlang mit dem Gedanken, ein neues Repertoiretheater in London zu gründen und suchte dafür Sponsoren. Doch es gelang ihr nie wieder, Fuß im Theatergeschäft zu fassen. In späteren Jahren schloss sich Hornimann der Quest Society des Theosophen George R. S. Mead an.
Für ihre Theaterarbeit wurde Annie Horniman mehrfach ausgezeichnet. 1933 erhielt sie den „Order of the Companions of Honour“. Sie starb am 6. August 1937 in Shere, Surrey.
Zahlreiche Theaterkritiker und -historiker würdigten Annie Horniman „als eine treibende Kraft in der Gestaltung des englischen Theaters des 20. Jahrhunderts.“ George Bernard Shaw sagte über sie: „The lady who really started the modern movement.“